# Korrupciós bűncselekmények
A korrupciós bűncselekmények megnevezést a hatályos magyar Büntető törvénykönyv (Btk.) (2012. évi C. törvény) vezette be. A XXVII. Fejezet címe: "A korrupciós bűncselekmények". A korrupciós bűncselekmények gyűjtőfogalma alá nemcsak a vesztegetés esik. A fejezetbe tartozó bűncselekmények szükségképpen korrupciós jellegűek, szemben egyéb bűncselekményekkel, amelyeknél ez a jelleg nem szükségszerű.

## Története
A bűncselekményeknek ezt a csoportját a hatályon kívül helyezett 1978. évi IV. törvény a közélet tisztasága elleni bűncselekmények néven  szabályozta. Ezek közé sorolta az az alábbi bűncselekményeket: 
- Passzív hivatali vesztegetés (250. §.)
- Passzív gazdasági vesztegetés (251-252. §.)
- Aktív hivatali vesztegetés (253. §.)
- Aktív gazdasági vesztegetés (254. §.)
- Hatósági eljárásban elkövetett vesztegetés (255. §.)
- Vesztegetés feljelentésének elmulasztása (255/B.§.)
- Befolyással üzérkedés (256. §.)
- Közérdekű bejelentő üldözése (257. §.)

## A korrupciós bűncselekmények a magyar Btk-ban
A korrupciós bűncselekmények a hatályos magyar Btk-ban (2012. évi C. törvény) a következők:
- Vesztegetés (Btk. 290. §)
- Vesztegetés elfogadása (Btk. 291. §)
- Hivatali vesztegetés (Btk. 293. §)
- Hivatali vesztegetés elfogadása (Btk. 294. §)
- Vesztegetés bírósági vagy hatósági eljárásban (Btk. 295. §)
- Vesztegetés elfogadása bírósági vagy hatósági eljárásban (Btk. 296. §)
- Befolyás vásárlása (Btk. 298. §)
- Befolyással üzérkedés (Btk. 299. §)
- Korrupciós bűncselekmény feljelentésének elmulasztása (Btk. 300. §)

„
Vesztegetés

290. § (1) Aki gazdálkodó szervezet részére vagy érdekében tevékenységet végző személynek vagy rá tekintettel másnak azért ad vagy ígér jogtalan előnyt, hogy a kötelességét megszegje, bűntett miatt három évig terjedő szabadságvesztéssel büntetendő.

(2) A büntetés egy évtől öt évig terjedő szabadságvesztés, ha az (1) bekezdésben meghatározott bűncselekményt gazdálkodó szervezet részére vagy érdekében tevékenységet végző, önálló intézkedésre jogosult személlyel kapcsolatban követik el.

(3) A büntetés

a) az (1) bekezdés esetében egy évtől öt évig,

b) a (2) bekezdés esetében két évtől nyolc évig

terjedő szabadságvesztés, ha a vesztegetést bűnszövetségben vagy üzletszerűen követik el.

(4) Az (1)-(3) bekezdés szerint büntetendő, aki a vesztegetést külföldi gazdálkodó szervezet részére vagy érdekében tevékenységet végző személlyel kapcsolatban követi el.

(5) A büntetés korlátlanul enyhíthető - különös méltánylást érdemlő esetben mellőzhető - az (1) bekezdésben meghatározott bűncselekmény elkövetőjével szemben, ha a bűncselekményt, mielőtt az a hatóság tudomására jutott volna, a hatóságnak bejelenti, és az elkövetés körülményeit feltárja.

Vesztegetés elfogadása

291. § (1) Aki gazdálkodó szervezet részére vagy érdekében végzett tevékenységével kapcsolatban jogtalan előnyt kér, avagy a jogtalan előnyt vagy ennek ígéretét elfogadja, illetve a rá tekintettel harmadik személynek adott vagy ígért jogtalan előny kérőjével vagy elfogadójával egyetért, bűntett miatt három évig terjedő szabadságvesztéssel büntetendő.

(2) Ha az elkövető

a) a jogtalan előnyért a kötelességét megszegi, egy évtől öt évig,

b) az (1) bekezdésben meghatározott bűncselekményt bűnszövetségben vagy üzletszerűen követi el, két évtől nyolc évig

terjedő szabadságvesztéssel büntetendő.

(3) Ha az elkövető gazdálkodó szervezet részére vagy érdekében tevékenységet végző, önálló intézkedésre jogosult személy, a büntetés

a) az (1) bekezdésben meghatározott esetben egy évtől öt évig,

b) a (2) bekezdés a) pontjában meghatározott esetben két évtől nyolc évig,

c) a (2) bekezdés b) pontjában meghatározott esetben öt évtől tíz évig

terjedő szabadságvesztés.

(4) Az (1)-(3) bekezdés szerint büntetendő az a külföldi gazdálkodó szervezet részére vagy érdekében tevékenységet végző személy, aki az ott meghatározott bűncselekményt követi el.

(5) A büntetés korlátlanul enyhíthető - különös méltánylást érdemlő esetben mellőzhető - az (1) bekezdésben meghatározott bűncselekmény elkövetőjével szemben, ha a bűncselekményt, mielőtt az a hatóság tudomására jutott volna, a hatóságnak bejelenti, a kapott jogtalan vagyoni előnyt vagy annak ellenértékét a hatóságnak átadja, és az elkövetés körülményeit feltárja.

292. § Hivatali vesztegetés

293. § (1) Aki hivatalos személyt a működésével kapcsolatban neki vagy rá tekintettel másnak adott vagy ígért jogtalan előnnyel befolyásolni törekszik, bűntett miatt három évig terjedő szabadságvesztéssel büntetendő.

(2) Egy évtől öt évig terjedő szabadságvesztéssel büntetendő a vesztegető, ha a jogtalan előnyt azért adja vagy ígéri, hogy a hivatalos személy a hivatali kötelességét megszegje, a hatáskörét túllépje, vagy a hivatali helyzetével egyébként visszaéljen.

(3) Az (1) és (2) bekezdés szerint büntetendő, aki az ott meghatározott bűncselekményt külföldi hivatalos személy működésével kapcsolatban követi el.

(4) Az (1) bekezdés szerint büntetendő a gazdálkodó szervezet vezetője, illetve ellenőrzésre vagy felügyeletre feljogosított, a gazdálkodó szervezet részére vagy érdekében tevékenységet végző személy, ha az (1)-(3) bekezdésben meghatározott bűncselekményt a gazdálkodó szervezet részére vagy érdekében tevékenységet végző személy a gazdálkodó szervezet érdekében követi el, és felügyeleti vagy ellenőrzési kötelezettségének teljesítése a bűncselekmény elkövetését megakadályozhatta volna.

(5) Vétség miatt két évig terjedő szabadságvesztéssel büntetendő a gazdálkodó szervezet vezetője, ellenőrzésre vagy felügyeletre feljogosított, a gazdálkodó szervezet részére vagy érdekében tevékenységet végző személy, ha a (4) bekezdésben meghatározott bűncselekményt gondatlanságból követi el.

(6) A büntetés korlátlanul enyhíthető - különös méltánylást érdemlő esetben mellőzhető - az (1) és (2) bekezdésben meghatározott bűncselekmény elkövetőjével szemben, ha a bűncselekményt, mielőtt az a hatóság tudomására jutott volna, a hatóságnak bejelenti, és az elkövetés körülményeit feltárja.

Hivatali vesztegetés elfogadása

294. § (1) Az a hivatalos személy, aki a működésével kapcsolatban jogtalan előnyt kér, a jogtalan előnyt vagy ennek ígéretét elfogadja, illetve a rá tekintettel harmadik személynek adott vagy ígért jogtalan előny kérőjével vagy elfogadójával egyetért, bűntett miatt egy évtől öt évig terjedő szabadságvesztéssel büntetendő.

(2) A büntetés két évtől nyolc évig terjedő szabadságvesztés, ha a bűncselekményt vezető beosztású hivatalos személy követi el.

(3) Az (1) bekezdésben meghatározott esetben két évtől nyolc évig, a (2) bekezdésben meghatározott esetben öt évtől tíz évig terjedő szabadságvesztéssel büntetendő, aki

a) a jogtalan előnyért

aa) hivatali kötelességét megszegi,

ab) hatáskörét túllépi, vagy

ac) hivatali helyzetével egyébként visszaél, illetve

b) a bűncselekményt bűnszövetségben vagy üzletszerűen követi el.

(4) Az (1)-(3) bekezdés szerint büntetendő az a külföldi hivatalos személy, aki az ott meghatározott bűncselekményt követi el.

(5) A büntetés korlátlanul enyhíthető - különös méltánylást érdemlő esetben mellőzhető - az (1) és (2) bekezdésben meghatározott bűncselekmény elkövetőjével szemben, ha a bűncselekményt, mielőtt az a hatóság tudomására jutott volna, a hatóságnak bejelenti, a kapott jogtalan vagyoni előnyt vagy annak ellenértékét a hatóságnak átadja, és az elkövetés körülményeit feltárja.

Vesztegetés bírósági vagy hatósági eljárásban

295. § (1)100 Aki azért, hogy más a bírósági, választottbírósági vagy hatósági eljárásban törvényes jogait ne gyakorolja, vagy kötelezettségeit ne teljesítse, neki vagy rá tekintettel másnak jogtalan előnyt ad vagy ígér, bűntett miatt három évig terjedő szabadságvesztéssel büntetendő.

(2) Az (1) bekezdés szerint büntetendő, aki az ott meghatározott bűncselekményt törvénnyel kihirdetett nemzetközi szerződéssel vagy az Egyesült Nemzetek Biztonsági Tanácsa kötelező határozatával létrehozott nemzetközi büntető bíróság, illetve az Európai Unió Bírósága előtt folyamatban lévő eljárás során vagy azzal kapcsolatban követi el.

(3) A büntetés korlátlanul enyhíthető - különös méltánylást érdemlő esetben mellőzhető - az (1) és (2) bekezdésben meghatározott bűncselekmény elkövetőjével szemben, ha a bűncselekményt, mielőtt az a hatóság tudomására jutott volna, a hatóságnak bejelenti, és az elkövetés körülményeit feltárja.

Vesztegetés elfogadása bírósági vagy hatósági eljárásban

296. § (1) Aki azért, hogy a bírósági, választottbírósági vagy hatósági eljárásban törvényes jogait ne gyakorolja, vagy kötelezettségeit ne teljesítse, jogtalan előnyt kér, a jogtalan előnyt vagy ennek ígéretét elfogadja, illetve a rá tekintettel harmadik személynek adott vagy ígért jogtalan előny kérőjével vagy elfogadójával egyetért, bűntett miatt egy évtől öt évig terjedő szabadságvesztéssel büntetendő.

(2) Az (1) bekezdés szerint büntetendő, aki az ott meghatározott bűncselekményt törvénnyel kihirdetett nemzetközi szerződéssel vagy az Egyesült Nemzetek Biztonsági Tanácsa kötelező határozatával létrehozott nemzetközi büntető bíróság, illetve az Európai Unió Bírósága előtt folyamatban lévő eljárás során vagy azzal kapcsolatban követi el.

(3) A büntetés korlátlanul enyhíthető - különös méltánylást érdemlő esetben mellőzhető - az (1) és (2) bekezdésben meghatározott bűncselekmény elkövetőjével szemben, ha a bűncselekményt, mielőtt az a hatóság tudomására jutott volna, a hatóságnak bejelenti, a kapott jogtalan vagyoni előnyt vagy annak ellenértékét a hatóságnak átadja, és az elkövetés körülményeit feltárja.

297. § Befolyás vásárlása

298. § (1) Aki

a) olyan személynek, aki arra hivatkozik, hogy hivatalos személyt befolyásol, vagy

b) olyan személyre tekintettel, aki arra hivatkozik, hogy hivatalos személyt befolyásol, másnak jogtalan előnyt ad vagy ígér, bűntett miatt három évig terjedő szabadságvesztéssel büntetendő.

(1a) Az (1) bekezdés szerint büntetendő, aki magát hivatalos személynek kiadó személy részére vagy rá tekintettel másnak jogtalan előnyt ad vagy ígér.

(2) Aki az (1) bekezdésben meghatározott bűncselekményt gazdálkodó szervezet részére vagy érdekében tevékenységet végző személlyel kapcsolatban követi el, vétség miatt két évig terjedő szabadságvesztéssel büntetendő.

(3) Az (1) bekezdés szerint büntetendő, aki az (1) és (1a) bekezdésben meghatározott bűncselekményt külföldi hivatalos személlyel kapcsolatban követi el.

(4) A büntetés korlátlanul enyhíthető - különös méltánylást érdemlő esetben mellőzhető - az (1)-(2) bekezdésben meghatározott bűncselekmény elkövetőjével szemben, ha a bűncselekményt, mielőtt az a hatóság tudomására jutott volna, a hatóságnak bejelenti, és az elkövetés körülményeit feltárja.

Befolyással üzérkedés

299. § (1) Aki arra hivatkozással, hogy hivatalos személyt befolyásol, a maga vagy más számára jogtalan előnyt kér, a jogtalan előnyt vagy ennek ígéretét elfogadja, illetve a rá tekintettel harmadik személynek adott vagy ígért jogtalan előny kérőjével vagy elfogadójával egyetért, bűntett miatt egy évtől öt évig terjedő szabadságvesztéssel büntetendő.

(2) A büntetés két évtől nyolc évig terjedő szabadságvesztés, ha az elkövető

a) azt állítja vagy azt a látszatot kelti, hogy hivatalos személyt veszteget,

b) hivatalos személynek adja ki magát, vagy

c) a bűncselekményt üzletszerűen követi el.

(3) Aki az (1) bekezdésében meghatározott bűncselekményt gazdálkodó szervezet részére vagy érdekében tevékenységet végző személlyel kapcsolatban követi el, vétség miatt két évig terjedő szabadságvesztéssel büntetendő.

(4) A büntetés bűntett miatt három évig terjedő szabadságvesztés, ha a (3) bekezdésben meghatározott bűncselekményt gazdálkodó szervezet részére vagy érdekében tevékenységet végző, önálló intézkedésre jogosult személlyel kapcsolatban követik el.

(5) Az (1) és (2) bekezdés szerint büntetendő, aki az ott meghatározott bűncselekményt külföldi hivatalos személlyel kapcsolatban követi el.

(6) A büntetés korlátlanul enyhíthető - különös méltánylást érdemlő esetben mellőzhető - az (1) és (3) bekezdésben meghatározott bűncselekmény elkövetőjével szemben, ha a bűncselekményt, mielőtt az a hatóság tudomására jutott volna, a hatóságnak bejelenti, a kapott jogtalan vagyoni előnyt vagy annak ellenértékét a hatóságnak átadja, és az elkövetés körülményeit feltárja.

Korrupciós bűncselekmény feljelentésének elmulasztása

300. § (1) Az a hivatalos személy, aki e minőségében hitelt érdemlő tudomást szerez arról, hogy még le nem leplezett vesztegetést, vesztegetés elfogadását, hivatali vesztegetést, hivatali vesztegetés elfogadását, vesztegetést bírósági vagy hatósági eljárásban, vesztegetés elfogadását bírósági vagy hatósági eljárásban, befolyás vásárlását vagy befolyással üzérkedést követtek el, és erről a hatóságnak, mihelyt teheti, nem tesz feljelentést, bűntett miatt három évig terjedő szabadságvesztéssel büntetendő.

(2) Korrupciós bűncselekmény feljelentésének elmulasztása miatt az elkövető hozzátartozója nem büntethető.

Értelmező rendelkezés

300/A. § (1) E fejezet alkalmazásában kötelességszegés a kötelességnek előny adásához kötött teljesítése is.

(2) A 290. § és a 291. § alkalmazásában külföldi gazdálkodó szervezet az a szervezet, amely a személyes joga szerint jogi személyiséggel rendelkezik és az adott szervezeti formában gazdasági tevékenység végzésére jogosult.”

## Elévülés
A korrupciós bűncselekmények elévülési idejének 12 évre való felemelése érdekében indított  kezdeményezést Vágó Gábor,  korábbi LMP-s országgyűlési képviselő. Az aláírások gyűjtését 2017. szeptember 17-én kezdték meg. Gulyás Gergely jelezte, hogy a Fidesz kész támogatni ezt az indítványt.  Az Országgyűlés a Büntető Törvénykönyv (Btk.) módosítására vonatkozó, a Jobbik kezdeményezésére benyújtott,  a házszabálytól eltérő gyorsasággal tárgyalt indítványt a 2017. szeptember 19-i ülésnapon 170 igen szavazattal, egyhangúlag elfogadta. Ezek szerint egységesen 12 évre emelkedik a korrupciós bűncselekmények elévülési ideje. Az elfogadott törvénymódosítás a 2017. évi CVI. törvény a Büntető Törvénykönyvről szóló 2012. évi C. törvény módosítása a korrupciós bűncselekmények elévülési idejének emelése érdekében.
A Büntető Törvénykönyvről szóló 2012. évi C. törvény a következő szöveggel egészült ki:
"A XXVII. Fejezetben meghatározott bűncselekmények büntethetősége tizenkét év elteltével évül el.